# 王寿仁 (数学家)
王寿仁（1916年7月21日—2001年12月25日），男，天津人，中国数学家，中国科学院应用数学研究所研究员，曾任中国数学会常务理事，中国科学技术协会书记处书记。

## 生平
1980年3月15日，中国科学技术协会第二次全国代表大会在北京召开，会议选出第二届全国委员会，其被选为书记处书记（至1982年7月）。